# 杜松贇
杜 松贇（と しょうひん、生没年不詳）は、隋末の義士。本貫は北海郡。

## 経歴
その性格は剛毅で激しく、名義を重んじて、石門府隊正となった。大業末年、楊厚の反乱軍が北海県に来攻したので、松贇は北海郡の兵に従って反乱軍を討つことになった。松贇が軽騎で反乱軍を偵察すると、楊厚に捕らえられた。楊厚は城中に向かって郡兵はすでに敗れたとして早く降伏するようにと松贇に言わせようとした。松贇は偽ってこれを了解した。城下にいたると、松贇は「いま官軍がすでに大挙してやってきており、賊徒は寡兵で弱い。旦夕のうちにも捕らえられ斬られるだろうから、心配するに及ばない」と大呼した。反乱兵は刀で杜贇の口を引き、こもごも殴打を加えた。松贇は楊厚を罵って「老賊がどうしてあえて賢良を辱めようというのか。禍は自ら及ぶだろう」といった。言い終わらないうちに、反乱兵が松贇の腰を斬った。城中がこれを見ると、涙を流して悔しがらないものとてなく、その士気は高揚した。このため北海県城を守り抜くことができた。煬帝は戸曹郎の郭子賤を派遣して楊厚を打ち破らせた。郭子賤は松贇の殉節に感嘆してやまず、上表して煬帝に報告した。詔により松贇は朝散大夫・北海郡通守の位を追贈された。

## 伝記資料
- 『隋書』巻71 列伝第36
- 『北史』巻85 列伝第73